# Kozo Tashima
Kozo Tashima (田嶋 幸三, Tashima Kozo, né le 21 novembre 1957 à Préfecture de Kumamoto au Japon) est un footballeur japonais.